# Звук тишины (фильм)
«Звук тишины» (англ. The Sound of Silence) — американский независимый фильм, первая полнометражная работа режиссёра-дебютанта Майкла Тыбурского. Премьерный показ состоялся на кинофестивале «Сандэнс» в 2019 году. В главной роли — Питер Сарсгаард.

## Сюжет
События фильма разворачиваются на Манхэттене. Главный герой Питер работает так называемым «настройщиком домов» — он настраивает в помещении звук таким образом, чтобы избавить своих клиентов от головных болей и иных неприятных ощущений. Очередным клиентом Питера становится женщина по имени Эллен, недавно переехавшая в Нью-Йорк и страдающая от синдрома хронической усталости.

## В ролях
- Питер Сарсгаард — Питер Люциан
- Рашида Джонс — Эллен Чейзен
- Тони Револори — Сэмюэль Диас
- Кейт Лин Шейл — Нэнси
- Алекс Карповски — Лэндон
- Остин Пендлтон — Роберт Фейнуэй

## Выпуск фильма
В апреле 2019 года кинокомпания IFC Films получила права на распространение фильма. Дата релиза была назначена на 13 сентября 2019.